# ギャンブラーが多すぎる
『ギャンブラーが多すぎる』（ギャンブラーがおおすぎる、Somebody Owes Me Money ）は、ドナルド・E・ウェストレイクによる推理小説。

## 物語
チェットはギャンブルに目がないタクシー運転手。乗せた客から聞いた競馬の情報が当たり、二十七対一の配当金を受け取りにノミ屋のトミーを訪ねるが、彼は射殺されていた。容疑者にされたうえ二つのギャング組織から追われ、逃げ回る羽目になる。チェットは偶々彼のタクシー乗客となった、カシノディーラーのアビーと組んで真犯人を探すことになる。

## 主な登場人物
- チェスター（チェット）・コンウェイ - 本作の主人公で語り手。ニューヨーク市のタクシー運転手。カードと競馬好きのギャンブラー。退職した父親と二人暮らし。前をジッパーで開閉するポケットがあるジャケットを着て運転する。
- アビゲイル（アビー）・マッケイ - チェットの相棒。腿までやっと届く短いミニスカートにロングブーツ。毛皮のコートや腰が細く銀ボタン付きの黒コートを羽織る。
- トマス（トミー）・マッケイ　- 競馬のノミ屋で被害者。アビーの兄。チェットより十歳ほど年上。
- ルイーズ・マッケイ - トミーの妻。電信柱のように体が細い。
- ソロモン・ナポリ - ギャングの親分。
- ラルフ・コンヴァチオ - その手下。
- ウォルター・ドローブル - ナポリと対立するギャングの親分。
- フランク・ターボック - その手下。
- ジェリー・アレン - 花屋。チェットのカード仲間でアパートをカード仲間に提供するホスト。
- レオ・モーゲンタウザー - 専門学校の教師。同じくチェットのカード仲間。
- フレドリック（フレッド）・ステル - 女房に頭が上がらないコインランドリー経営者。同上。
- コーラ・ステル - フレッドの妻。
- シッド・ファルコ - ギャングとの関係があるカード仲間。
- ダグラス（ダグ）・ホールマン - カード仲間でガソリンスタンドの経営者。
- アーネスト（アーニー）・ゴールダマン - ニューヨーク市警の刑事。

## 提示される謎
- 犯人当て
- 物語のラスト寸前で登場人物が「探偵小説の中では許されない」アンフェアだと発言している[2]。

## 登場する競技
- ガッツ・ポーカー - 二枚ずつ裏向きに配るポーカー。ワンペアがフラッシュやストレートより上の役になる。
- ローボール・ポーかー - 再弱のカードを持ったプレイヤーが勝つ。ノーペアで五枚の合計が少ないほうが上。

## 特記事項
「ミステリが読みたい！2023年版」の海外部門で第10位に選ばれた。